# Mirmanda
Ne doit pas être confondu avec Mirmande.
Mirmanda (parfois, en français Mirmande) est une cité légendaire prétendument située dans le massif des Aspres, dans les Pyrénées orientales.
La légende situe Mirmanda sur la rive droite de la rivière Canterrane, sur la commune de Terrats, dans le département français des Pyrénées-Orientales. La cité est invisible au commun des mortels et abrite de nombreuses fées (encantades).
Au XIXe siècle, l'existence de la cité disparue est considérée comme véridique par François Jaubert de Passa qui écrit, en 1847 :

« La ville celtique de Mirmande, qui a laissé une si grande renommée, était entre Montauriol et Serrat, au sud-ouest de Thuyr. »

Mirmanda est réputée très ancienne. Jacint Verdaguer, dans son poème épique Canigó (1886), écrit en catalan : 
« Quant Barcelona era un prat

ja Mirmanda era ciutat »
soit : 
Quand Barcelone était un pré

Déjà Mirmande était une cité.